# デュピルマブ
デュピルマブ（dupilumab、商品名: デュピクセント Dupixent）は、湿疹といったアレルギー性疾患の治療のために設計されたヒト型抗ヒトIL-4/13受容体モノクローナル抗体である。副作用にはアレルギー反応、口唇ヘルペス、角膜の炎症がある。リジェネロン・ファーマシューティカル社とサノフィ・ジェンザイム社によって開発された。
アメリカ食品医薬品局（FDA）はデュピルマブを「画期的治療薬(Breakthrough Therapy)」に指定し優先審査により2017年に認可した。2017年現在、年間およそ3万7千ドルの費用がかかる。
日本では2018年に認可され、サノフィ株式会社が発売している。「デュピクセント皮下注300mgシリンジ」および「デュピクセント皮下注300mgペン」として発売されており、シリンジの薬価は1シリンジあたり58,593円（2022年8月薬価改定）である。

## 効能・効果
- 既存治療で効果不十分なアトピー性皮膚炎
- 気管支喘息（既存治療によっても喘息症状をコントロールできない重症又は難治の患者に限る）：日本アレルギー学会の喘息治療ステップガイドラインには、喘息に適応を有する生物学的製剤の内、本剤のみが、治療ステップ３における長期管理薬基本治療のオプションとして記載されている。
- 鼻茸を伴う慢性副鼻腔炎（既存治療で効果不十分な患者に限る）

## 医学的使用
デュピルマブは中程度から重症のアトピー性皮膚炎に対して有用である。初回に2シリンジ皮下投与し、その後は2週間隔で1シリンジの皮下投与を行う。
- ステロイド外用剤で効果不十分な中等症以上のアトピー性皮膚炎の症状を改善した（ステロイド外用剤との併用療法）。
  - 投与開始後 16 週時に 68.9 %が EASI-75（EASI スコアがベースラインから 75 %以上改善すること）を達成した（検証試験）。
  - そう痒 NRS（数値評価スケール）スコア変化率は投与開始後 2 週時には有意な低下を示し、16 週時には-56.6 %であった。

国内においては、ステロイド外用剤やタクロリムス外用剤等の抗炎症外用剤の使用が適さない患者へ使用する場合を除き、原則としてアトピー性皮膚炎の病変部位の状態に応じて抗炎症外用剤を併用すること、基礎治療として使用されている保湿外用剤は継続して使用することとされている。
ぜんそくについても有益性のいくつかのエビデンスがある。
- 臨床試験プログラムでは、デュピクセントにより重度喘息増悪の減少、経口ステロイド薬の減量、患者の生活の質（QOL）の改善がみられるとともに、臨床的に意義があり統計学的に有意な呼吸機能の改善がみられた。

鼻茸を伴う慢性副鼻腔炎を対象とした臨床開発プログラム（第 III 相試験）では、デュピクセントを投与したところ、鼻茸サイズ、鼻閉重症度、慢性的な副鼻腔病変（Lund Mackey CT スコア）及び嗅覚障害の改善が認められ、喘息併存症例では呼吸機能ならびに喘息コントロールの改善が認められた。さらにデュピクセントの投与により、全身ステロイド薬の使用及び副鼻腔手術回数の減少が示された。
2019年3月26日付けで、サノフィ株式会社からデュピルマブが「気管支喘息（既存治療によっても喘息症状をコントロールできない重症又は難治の患者に限る）」に対する効能・効果追加の承認を取得したことが発表された。発表時点で、世界初で唯一のIL-4/IL-13受容体阻害薬である。
2020年3月25日付で、鼻茸を伴う慢性副鼻腔炎（既存治療で効果不十分な患者に限る）に対する効能・効果追加の承認を取得した。

## 副作用
デュピルマブはアレルギー反応、結膜炎、角膜炎を含む複数の副作用を引き起こす
デュピルマブの日本の添付文書によれば、主な副作用として注射部位紅斑、注射部位反応、頭痛、結膜炎等が報告されている。重篤な過敏症としてアナフィラキシー（0.1 %未満）が報告されている。また血圧低下、呼吸困難、意識消失、めまい、嘔気、嘔吐、そう痒感、潮紅等があらわれる可能性があるとの記載がある。
IL-4及びIL-13の阻害作用により2型免疫応答を抑制する。2型免疫応答は寄生虫感染に対する生体防御機能に関与している可能性があり患者が本剤投与中に寄生虫感染を起こし、抗寄生虫薬による治療が無効だった場合には、寄生虫感染が治癒するまで本剤の投与を一時中止することとの記載がある

## 薬理学

### 作用機序
デュピルマブはインターロイキン-4受容体のαサブユニット（IL-4Rα）に結合し、受容体アンタゴニストとして働く。IL-4Rαはインターロイキン-4受容体（IL-4Rα+共通γ）とインターロイキン-13受容体（IL-4Rα+IL-13Rα1）の両方に含まれるため、IL-4Rαのブロックによって、デュピルマブはインターロイキン-4およびインターロイキン-13経路の両方のシグナル伝達を調節する。臨床試験では、Th2バイオマーカーのレベルの低下が見られた。

### 薬物動態
デュピルマブは標的に関して非線形の速度を示す。デュピルマブは64%の生物学的利用能を持つと報告されており、注射後1週間平均濃度を維持する。

## 開発
デュピルマブはリジェネロンとサノフィによって共同開発された。サノフィは研究開発のためにリジェネロンに130百万ドルを供与した。
アメリカ食品医薬品局（FDA）はデュピルマブに優先審査権を与えた。2017年3月28日、FDAは中程度から重度の湿疹を持つ成人の治療のためのデュピルマブ注射剤を承認した。
FDAにしたがって、デュピルマブは現在のGMPにしたがって製造された。
2016年10月、リジェネロンはストロングクラス以上のステロイド外用薬で効果不十分であった中等症から重症のアトピー性皮膚炎患者を対象に、ステロイド外用薬投与下におけるデュピルマブとプラセボを比較する第3相CHRONOS試験を発表した。この研究では、デュピルマブ群においてプラセボ群よりも大きな症状の改善が見られた。
中等症から重症のアトピー性皮膚炎患者を対象とした第3相SOLO 1およびSOLO 2試験も行われ、デュピルマブ単剤での有効性が評価された。これらの試験では、それぞれ患者の38 %および36 %が試験の主要有効性目標を達成した。
湿疹治療の第2相臨床試験では患者の肺機能の上昇が示された（強制呼気容量の増加が見られた）。